# Antonio Pelliccia
Antonio Pelliccia (Santa Maria Capua Vetere, 1º gennaio 1921 – Roma, 24 novembre 2016) è stato un generale, aviatore, storico e scrittore italiano.
Dopo aver ricoperto numerosi incarichi in seno all'Aeronautica Militare Italiana ed in ambito NATO, e diventato autore di numerosi libri di storia a carattere aeronautico.

## Biografia
Nato a Santa Maria Capua Vetere (Caserta) il 1º gennaio 1921. Entrato a far parte della Regia Accademia Aeronautica di Caserta come allievo del Corso Aquila 2°, conseguì il brevetto di pilota militare volando a bordo degli addestratori IMAM Ro.41 Maggiolino.
Dopo l'armistizio dell'8 settembre 1943 entrò a far parte dell'Italian Co-Belligerent Air Force prendendo poi parte alla guerra di liberazione nelle file dello Stormo Baltimore, equipaggiato con i bombardieri Martin 187 Baltimore.
Dopo la fine della guerra fu nominato Sottotenente in servizio permanente effettivo (S.P.E.), ed il suo reparto rimase operativo fino al 1º novembre 1948, quando fu ufficialmente ridesignato come 3º Stormo Caccia Terrestre Lo Stormo fu equipaggiato inizialmente con i Lockheed P-38 Lightning per passare poi con i North American P-51 Mustang.
Frequentò il primo corso di istruttore per il volo strumentale tenutosi sulla Moody AFB negli Stati Uniti, al termine del quale fu assegnato come Capo Istruttore alle Scuole di volo dell'Aeronautica Militare Italiana. Per tre anni, dal 1959 al 1962, fece parte dell’Air Training Advisory Group presso lo SHAPE, e dell'International Training Aircraft Evaluation Team della N.A.T.O..
Prestò servizio per breve tempo presso lo Stato Maggiore dell'Aeronautica Militare e in alcuni reparti di volo, frequentò la Scuola di guerra aerea di Firenze e successivamente il Corso Superiore presso la Scuole di guerra aerea dell'USAF in Alabama.
Rientrato in Patria assunse il comando della Scuola Caccia, diventando quindi Presidente del IV Gruppo di lavoro del Comitato Militare Tripartito.  promosso Generale di brigata aerea, assunse il comando della Scuola di Volo Basico Avanzato (S.V.B.A.), prestando successivamente servizio presso lo Stato maggiore della difesa. Nel 1974 assunse l'incarico di Vice Comandante del NATO Defence College con sede presso la città militare della Cecchignola a Roma, venendo promosso Generale di divisione aerea nel 1977  ed in seguito Generale di squadra aerea.
Laureato in Scienze Aeronautiche è stato docente di Arte militare aerea presso numerosi istituti militari, collaboratore dell'Ufficio Storico dell'Aeronautica Militare ed è autore di numerosi libri ed articoli pubblicati su riviste  di storia militare e storia militare aeronautica.
Membro del Centro studi difesa dell'Università di Genova, della Associazione storici militari, della Consulta della Commissione di Storia Militare italiana.

## Curiosità
la sua esperienza durante la seconda guerra mondiale ha ispirato un documentario biografico dal titolo "Nel segno dell'Aquila", ideato da Paolo Monti ex ufficiale pilota militare, realizzato dalla Ronin Film Production.

## Pubblicazioni
- "I sentieri sulla montagna": la standardizzazione dei metodi e sistemi di volo, Centro Cft. A.M.,  Roma, 1966.
- L'ultimo assalto, Centro Cft. A.M., Roma, 1970.
- Il dominio del cielo nell'era post-napoleonica, Centro Cft. A.M., Roma, 1970.
- Il processo per My Lai: un atto di ribellione della coscienza militare, Centro Cft. A.M., Roma, 1971.
- Amedeo Mecozzi e la dottrina di guerra aerea, Centro Cft. A.M.,  Roma, 1972.
- Quell'incerto suono di tromba: fine di una strategia?, Centro Cft. A.M., Roma, 1973.
- Il quarto conflitto arabo-israeliano: (6-25 ottobre 1973), Centro Cft. A.M.,  Roma, 1974.
- Far giustizia a Mecozzi, Centro Cft. A.M., Roma, 1974.
- La lotta nello spazio, in relazione all'evoluzione delle teorie di guerra, Stato Maggiore Aeronautica Militare, Roma, 1975.
- Difesa ancorata, difesa mobile ed elicotteri da combattimento, Centro Cft. A.M., Roma, 1976.
- Clausewitz e la strategia politico-militare sovietica, Centro Cft. A.M., Roma, 1976.
- Il dominio dello spazio: lineamenti dottrinali della guerra aerospaziale, STEM Mucchi, Modena, 1979.[13]
- Nessuno è profeta in Patria. Riflessioni sulla dottrina del Dominio dell'Aria, SIAG, Genova, 1981.
- II Periodo Epico dell'Aeronautica: profilo biografico del maresciallo dell'aria Italo Balbo, Veant, Roma, 1985.[13]
- La Regia Aeronautica: dalle origini alla seconda guerra mondiale, (1923-1943), Stabilimento grafico militare, Gaeta, 1992.[13]
- Maresciallo dell'Aria Italo Balbo, Ufficio Storico dell'Aeronautica Militare, Roma, 1998.
- Giuseppe Valle, una difficile eredità, Ufficio Storico dell'Aeronautica Militare, Roma, 1999.[13]
- Nel Segno dell'Aquila, Edizioni Innocenti, Grosseto, 2005.[13]
- Origini e sviluppo aviazione militare, Edizioni Rivista Aeronautica, Roma, 2007.
- Il mio otto settembre, Roma, 2008.
- Giulio Douhet, La vita e le opere, Cromografica Roma s.r.l., Roma, 2009.
- Nel Segno della Fenice, pubblicato in proprio, 2010.
- Le Ali di Icaro. L'Aviazione nella guerra sul mare',  pubblicato in proprio, 2013.[13]

### Periodici
- Il generale Antonio Pelliccia, in Il Corriere dell'Aviatore, n. 3/4, Roma, Associazione Nazionale Ufficiali Aeronautica, marzo-aprile 2012,  p. 17.

| Controllo di autorità | ISNI (EN) 0000 0000 6147 1691 · SBN RMLV221903 · BAV 495/282572 · LCCN (EN) n79095599 · GND (DE) 1316048438 · BNF (FR) cb13024326g (data) · J9U (EN, HE) 987007386295205171 |